# Кароліс Лаукжеміс
Кароліс Лаукжеміс (лит. Karolis Laukžemis, нар. 11 березня 1992, Паланга) — литовський футболіст, нападник хорватського клубу «Істра 1961» і національної збірну Литви.
Чемпіон Литви. Володар Суперкубка Литви.

## Клубна кар'єра
Народився 11 березня 1992 року в місті Паланга. Вихованець футбольної школи клубу «Атлантас». Дорослу футбольну кар'єру розпочав 2008 року в основній команді того ж клубу, в якій провів шість сезонів, взявши участь у 62 матчах чемпіонату.
Згодом з 2015 по 2018 рік грав у складі команд клубів «Гранітас», «Судува» і латвійської «Єлгави».
2018 року став гравцем хорватського клубу «Істра 1961».

## Виступи за збірні
2008 року дебютував у складі юнацької збірної Литви, взяв участь у 9 іграх на юнацькому рівні, відзначившись 2 забитими голами.
Протягом 2012–2013 років залучався до складу молодіжної збірної Литви. На молодіжному рівні зіграв у 5 офіційних матчах.
2018 року дебютував в офіційних матчах у складі національної збірної Литви.

## Титули і досягнення
- Чемпіон Литви (1):

«Судува»: 2017
- Володар Суперкубка Литви (1):

«Судува»: 2018